# Guy Kawasaki

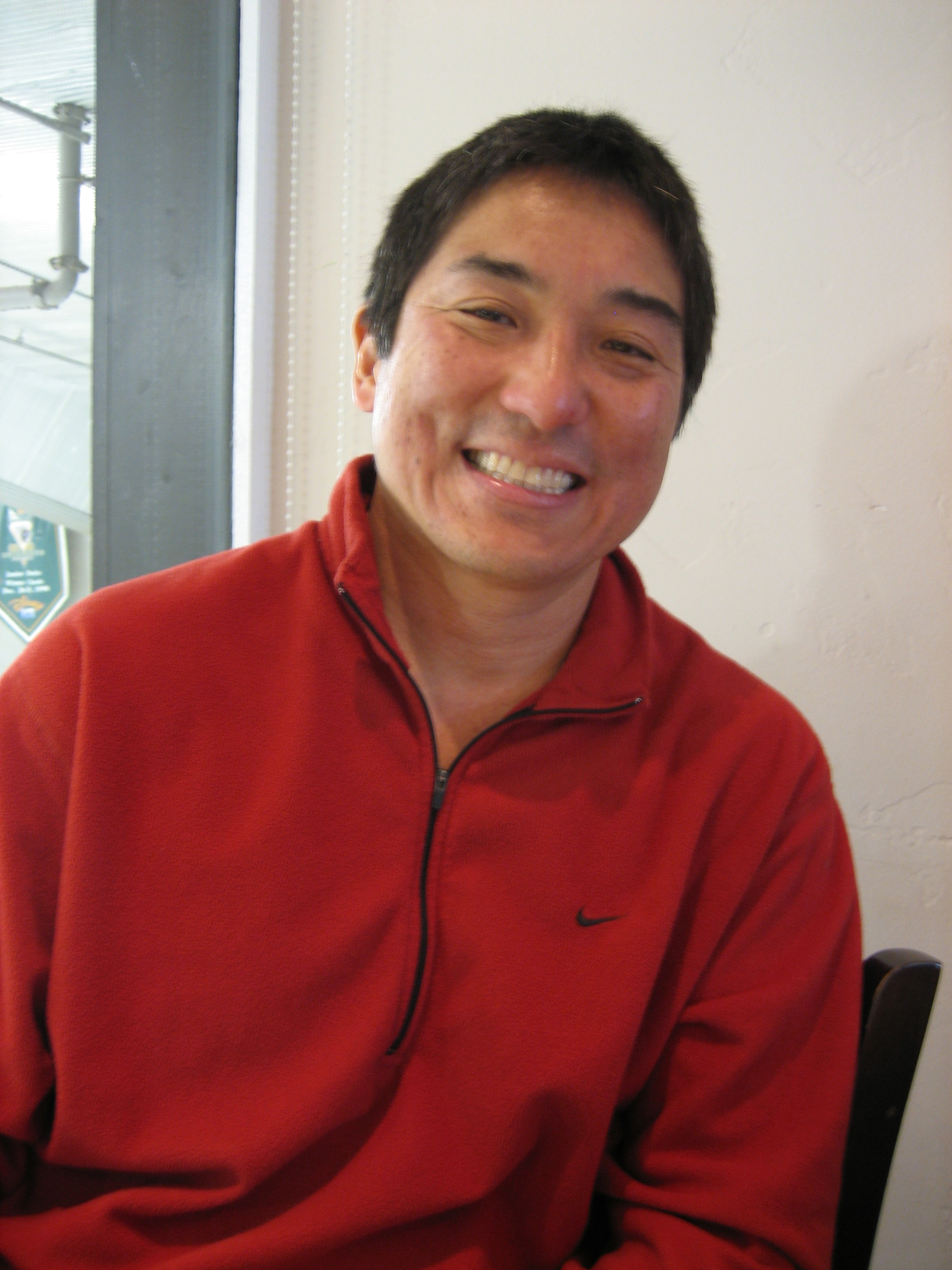
Guy Kawasaki in 2006

Guy Kawasaki (Honolulu, 30 augustus 1954) is een Amerikaanse durfkapitalist in Silicon Valley. Hij is een van de oorspronkelijke werknemers van Apple Computer en was verantwoordelijk voor de marketing van de Apple Macintosh in 1984.
Van 24 maart 2015 tot december 2016 maakte Kawasaki deel uit van de raad van bestuur van de Wikimedia Foundation.

## Biografie
Kawasaki is de auteur van veel boeken inclusief:
- The Art of the Start (2004) ISBN 1591840562
- Rules for Revolutionaries (2000) ISBN 088730995X
- How to Drive Your Competition Crazy (1995) ISBN 078686124X
- Hindsights (1995) ISBN 0446671150
- The Computer Curmudgeon (1993) ISBN 1568300131
- Selling the Dream (1992) ISBN 0887306004
- Database 101 (1991) ISBN 0938151525
- The Macintosh Way (1990) ISBN 0060973382